# Emilio Heredia
Emilio Heredia y Fernández-Mora (La Habana, 1872-La Habana, 1917) fue un arquitecto cubano.

## Biografía
Nacido el 18 de septiembre de 1872 en La Habana, era nieto de José María Heredia. Realizó sus primeros estudios de dibujo en su ciudad natal, en la Academia de San Alejandro. Para extender sus conocimientos viajó por Europa y estudió en la Escuela de San Fernando, de Madrid. Concluyó esta etapa en París, a donde marchó para perfeccionarse como arquitecto y fotograbador. Tras un paso por Estados Unidos, volvió a Cuba.
Miembro de la Academia de Artes y Letras, fundó el Museo Nacional de la República, así como contribuyó a la creación de la Sociedad Geográfica de Cuba. Algunas de sus obras fueron el Aula Magna de la Universidad Nacional y el parque Villalón. Falleció el 29 de julio de 1917 en La Habana. Estuvo casado primero con María López Rovirosa y en segundas nupcias con María Luisa López Chávez y Mora.